# Werner Forman
Werner Forman (* 1921 in Prag; † 13. Februar 2010 in London) war ein tschechischer Fotograf, der sich vor allem auf das Fotografieren von Kunstwerken spezialisiert hatte.

## Leben
1936 erhielt er eine Anstellung bei der tschechoslowakischen Fluggesellschaft, da sie seine Bilder von Flugzeugen ansprechend fanden. Im Zweiten Weltkrieg fotografierte er Kriegsverbrechen. Er wurde von den Nationalsozialisten gefangen. Er konnte jedoch fliehen, wurde später wieder gefangen und zu Zwangsarbeiten in München eingesetzt, wo er beinahe ums Leben kam. Da seine Mutter Jüdin war, kam er am Kriegsende in ein Konzentrationslager.
Nach dem Krieg spezialisierte er sich auf orientalische Kunst. Sein erstes Buch war der chinesischen Kunst gewidmet, worauf er für sechs Monate nach China eingeladen wurde. Nach 1968 lebte er vor allem in London.

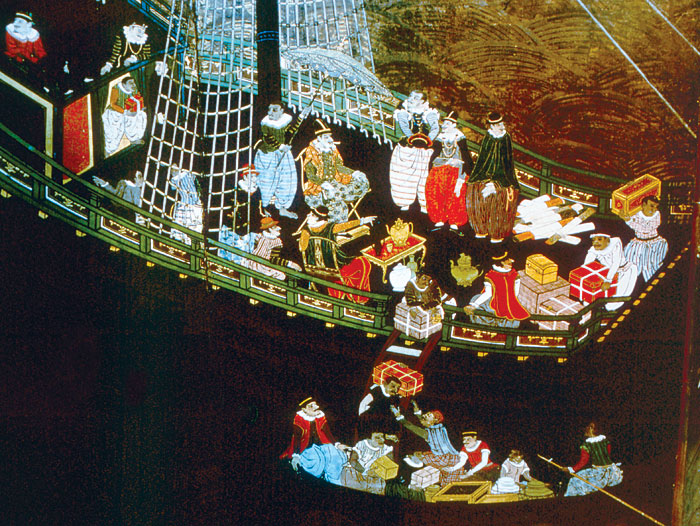
Um 1550: Portugiesische Händler landen in Japan. Ausschnitt aus einem Gemälde im Calouste-Gulbenkian-Museum, Foto: Werner Forman

Er veröffentlichte als Fotograf mehr als 80 Bücher, vor allem zu antiken und außereuropäischen Kulturen. Die Texte stammen in der Regel nicht von ihm. Für die Kulturhistorische Reihe des Verlages Koehler & Amelang steuerte er die Fotos zu zwei Bänden bei.

## Publikationen
- Black Kingdoms Black People, The West African Heritage, Orbis Publishing Ltd, London 1979 (Gleichzeitig in Nigeria: Olaiya Fagbamigbe Ltd, Akure 1979, ISBN 978-164-083-9. Später in deutscher Sprache: Schwarze Königreiche, Atlantis Verlag, Luzern 1988, ISBN 3-7611-0715-3). Texte jeweils von Anthony Atmore und Gillian Stacey.